# Episodi di Blue Heelers - Poliziotti con il cuore (dodicesima stagione)
La dodicesima stagione della serie televisiva Blue Heelers - Poliziotti con il cuore è stata trasmessa in anteprima in Australia da Seven Network tra il 2 febbraio 2005 e il 16 novembre 2005.
| nº | Titolo originale                   | Titolo italiano | Prima TV Australia | Prima TV Italia |
| -- | ---------------------------------- | --------------- | ------------------ | --------------- |
| 1  | Vengeance                          |                 | 2 febbraio 2005    |                 |
| 2  | Burden of Proof                    |                 | 9 febbraio 2005    |                 |
| 3  | My Way                             |                 | 16 febbraio 2005   |                 |
| 4  | The Walking Wounded                |                 | 23 febbraio 2005   |                 |
| 5  | Chasing Smoke                      |                 | 2 marzo 2005       |                 |
| 6  | Everything a Girl Could Want       |                 | 9 marzo 2005       |                 |
| 7  | One Good Turn                      |                 | 16 marzo 2005      |                 |
| 8  | Sex Sells                          |                 | 30 marzo 2005      |                 |
| 9  | One Sick Puppy                     |                 | 13 aprile 2005     |                 |
| 10 | Killing Time                       |                 | 13 aprile 2005     |                 |
| 11 | Mirror Image                       |                 | 20 aprile 2005     |                 |
| 12 | Blood and Bone                     |                 | 27 aprile 2005     |                 |
| 13 | Kicking Over the Traces            |                 | 4 maggio 2005      |                 |
| 14 | Offside                            |                 | 11 maggio 2005     |                 |
| 15 | The Life                           |                 | 18 maggio 2005     |                 |
| 16 | The Ticket Out                     |                 | 25 maggio 2005     |                 |
| 17 | Playing by the Book                |                 | 1º giugno 2005     |                 |
| 18 | Monster                            |                 | 8 giugno 2005      |                 |
| 19 | Dangerous Animals                  |                 | 15 giugno 2005     |                 |
| 20 | Showdown                           |                 | 22 giugno 2005     |                 |
| 21 | Car Wars                           |                 | 29 giugno 2005     |                 |
| 22 | Night and Day                      |                 | 20 luglio 2005     |                 |
| 23 | The Party's Over                   |                 | 20 luglio 2005     |                 |
| 24 | Crossing the Line                  |                 | 27 luglio 2005     |                 |
| 25 | Warm Blood                         |                 | 27 luglio 2005     |                 |
| 26 | Another Day at the Office (Part 1) |                 | 3 agosto 2005      |                 |
| 27 | Another Day at the Office (Part 2) |                 | 10 agosto 2005     |                 |
| 28 | Last Orders                        |                 | 17 agosto 2005     |                 |
| 29 | Getting the Bullet                 |                 | 24 agosto 2005     |                 |
| 30 | Acid Test                          |                 | 31 agosto 2005     |                 |
| 31 | One for the Road                   |                 | 7 settembre 2005   |                 |
| 32 | Two Laws                           |                 | 14 settembre 2005  |                 |
| 33 | Good Times                         |                 | 21 settembre 2005  |                 |
| 34 | Bad Fortune                        |                 | 28 settembre 2005  |                 |
| 35 | Child's Play                       |                 | 5 ottobre 2005     |                 |
| 36 | Facing the Music                   |                 | 12 ottobre 2005    |                 |
| 37 | Too Close                          |                 | 19 ottobre 2005    |                 |
| 38 | Promises, Promises                 |                 | 26 ottobre 2005    |                 |
| 39 | Slaying the Demons                 |                 | 2 novembre 2005    |                 |
| 40 | Keeping up Appearances             |                 | 9 novembre 2005    |                 |
| 41 | Face Value                         |                 | 16 novembre 2005   |                 |
| 42 | Lost and Found                     |                 | 16 novembre 2005   |                 |